# Ото III фон Шалксберг
Ото III фон Шалксбург (на немски: Otto III von Schalksberg; * пр. 1340; † 1 февруари 1398) е епископ на Минден от 1384 до 1397 г.

## Произход и управление
От 1096 до 1398 г. фамилията на господарите фон Шалксбург/Берге са наследствени фогти на манастир Минден в южната част от епископството Минден. Той е син на Ведекинд фон Шалксбург († 1351) и втората му съпруга Лиза фон Золмс-Браунфелс († 1351), дъщеря на граф Хайнрих III фон Золмс-Браунфелс († 1311/1312) и Лиза фон дер Липе († 1319/1325), дъщеря на Бернхард IV фон Липе († 1275) и Агнес фон Клеве († 1285). Внук е на Герхард фон Шалксбург († сл. 1316) и Гербург фон Хомбург († сл. 1286), дъщеря на Хайнрих фон Хомбург († 1290) и София фон Волденберг († 1312). Правнук е на Ведекинд фон Шалксбург († сл. 1268) и Рихенза фон Хоя († 1268), дъщеря на граф Хайнрих I фон Хоя († 1235/1236) и Рихенза фон Вьолпе († 1227).
Ото III фон Шалксбург е роднина по майчина линия на Бернхард фон Липе († 1247), епископ на Падерборн (1228 – 1247), и на Зигфрид фон Вестербург († 1297), архиепископ на Кьолн (1275 – 1297). Брат е на Ведекинд II фон Шалксбург († 1383), епископ на Минден (1369 – 1383) и на Герхард фон Шалксбург, епископ на Минден († сл. 1398, не е в списъка на епископите).
Ото III става през 1384 г. епископ на Минден след брат му Ведекинд II фон Шалксбург. Ото III се отказва от службата си на 22 декември 1397 г. и преписва господството Шалксбург на църквата на Минден. Той умира на 1 февруари 1398 г. С него родът на господарите фон Берге изчезва. Собствеността на фогтая отива на епископството. Замъкът Шалксбург става държавен замък и вече е ползван като резиденция от епископ Вилхелм II (епископ на Минден 1398 – 1402).
След Ото III през декември 1397 г. за един месец епископ на Минден става Герхард III († 1398).